# Jim Simons
Pour les articles homonymes, voir Simons.
James Harris Simons, dit Jim Simons, né le 25 avril 1938 à Newton (Massachusetts) et mort le 10 mai 2024 à New York (État de New York), est un milliardaire, mathématicien, spéculateur financier et philanthrope américain. Au moment de sa mort, sa fortune était estimée à 31,4 milliards $, ce qui en faisait la 51e personne la plus riche du monde.
Il est le fondateur de Renaissance Technologies, basé à East Setauket dans l'État de New York, un des plus importants hedge fund des États-Unis. Lui et son fonds sont connus pour être des investisseurs quantitatifs, utilisant des modèles mathématiques et des algorithmes pour réaliser des gains d'investissement à partir des inefficacités du marché.  En raison des retours sur investissements exceptionnels de Renaissance et de son fonds Medallion, Simons est décrit comme le « plus grand investisseur de Wall Street » et plus précisément comme le « gestionnaire de hedge fund le plus prospère de tous les temps,, ».
Simons est connu pour ses études sur la reconnaissance de formes. Il développe la forme Chern-Simons (en) (avec Shiing-Shen Chern), et contribue au développement de la théorie des cordes en fournissant un cadre théorique pour combiner la géométrie et la topologie avec la théorie quantique des champs.
En 1994, Simons et sa femme, Marilyn, fondent la Fondation Simons pour soutenir la recherche en mathématiques et en sciences fondamentales. Elle est la principale bienfaitrice de l'université de Stony Brook, l'alma mater de Marilyn, et est une contributrice majeure à ses alma maters, le Massachusetts Institute of Technology et l'université de Californie à Berkeley. Simons est membre des conseils d'administration de la Fondation Stony Brook, de la MIT Corporation, et du Simons Laufer Mathematical Sciences Institute de Berkeley, ainsi que président des conseils d'administration de Math for America (en), de la Fondation Simons et de Renaissance Technologies,. En 2023, la Fondation Simons donne 500 millions $ à l'université de Stony Brook, le deuxième don le plus important à une université publique de l'histoire américaine. En 2016, l'Union astronomique internationale nomme l'astéroïde 6618 Jimsimons, découvert par Clyde Tombaugh en 1936, en l'honneur de Simons, en l'honneur de ses contributions aux mathématiques et à la philanthropie.

## Jeunesse et formation
James Harris Simons est né le 25 avril 1938 dans une famille  juive américaine. Il est l'enfant unique de  Marcia (née Kantor) et Matthew Simons, et grandit à Brookline dans le Massachusetts.
Il obtient une licence en mathématiques du MIT en 1958 et un doctorat en mathématiques de Berkeley sous la direction de Bertram Kostant en 1961 à l'âge de 23 ans. Après avoir obtenu son diplôme du MIT, il voyage en scooter de Boston à Bogota en Colombie.

## Carrière académique et scientifique
Les travaux mathématiques de Simons se concentrent principalement sur la géométrie et la topologie des variétés. Sa thèse de doctorat de Berkeley en 1962, rédigée sous la direction de Bertram Kostant, apporte une nouvelle preuve de la classification de Berger des groupes d'holonomie des variétés riemanniennes. Il commence ensuite à travailler avec Shiing-Shen Chern sur la théorie des classes caractéristiques, découvrant finalement les classes caractéristiques secondaires de Chern–Simons (en) sur les 3-variétés. Plus tard, le physicien mathématicien Albert Schwarz (en) découvre la théorie quantique topologique des champs (en), qui est une application de la forme Chern-Simons (en). Elle est également liée à la fonctionnelle de Yang-Mills sur les 4-variétés, et a un effet sur la physique moderne. Ces contributions et d'autres à la géométrie et à la topologie valent à Simons de recevoir en 1976 le prix Oswald-Veblen en géométrie de l'American Mathematical Society. En 2014, il est élu à l'Académie nationale des sciences.
En 1964, Simons travaille avec la National Security Agency (NSA) pour déchiffrer des codes. De 1964 à 1968, il fait partie de la division de recherche sur les communications de l'Institute for Defense Analysis (en) et enseigne les mathématiques au Massachusetts Institute of Technology et à l'université Harvard. Il essaye également de créer une société commerciale nommée iStar avec des collègues dont Richard Leibler, mais est découvert par la direction et l'initiative échoue. Après avoir été contraint de quitter l'Institute for Defense Analysis en raison de son opposition publique à la guerre du Viêt Nam, il rejoint la faculté de l'université de Stony Brook. De 1968 à 1978, il est président de la faculté de mathématiques de l'université de Stony Brook. En 1973, IBM lui demande de s'attaquer au chiffrement par blocs Lucifer, un précurseur précoce mais direct de la Data Encryption Standard (DES). Simons fonde Math for America (en), une organisation à but non lucratif, en janvier 2004 avec pour mission d'améliorer l'enseignement des mathématiques dans les écoles publiques des États-Unis en recrutant davantage d'enseignants hautement qualifiés.

## Carrière dans la finance

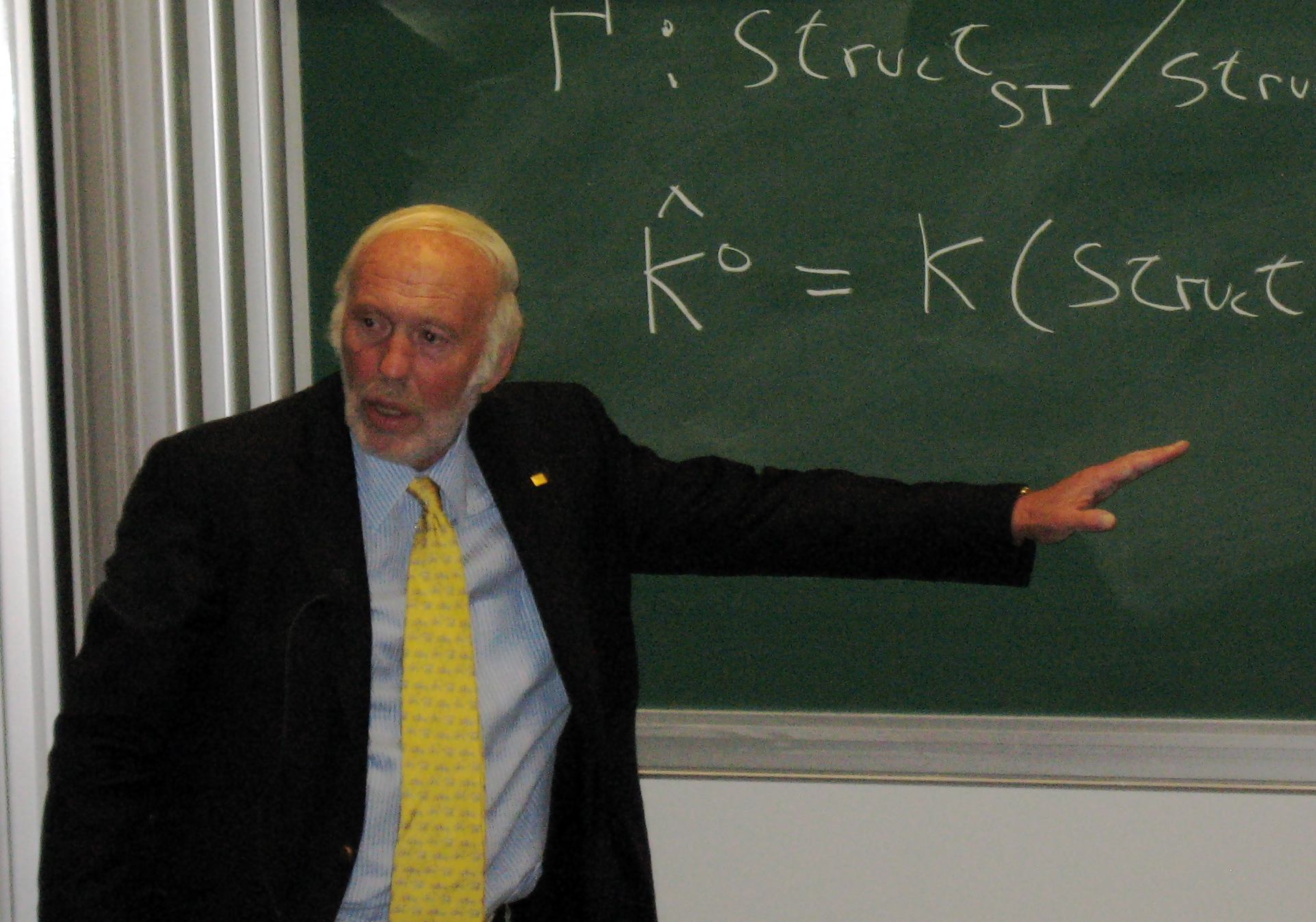
Jim Simons en 2007.

Simons fonde une société de gestion de fonds spéculatifs appelée Monemetrics, qu'il rebaptise ensuite Renaissance Technologies. Il se rend progressivement compte qu'il doit être possible de créer des modèles mathématiques à partir des données qu'il collecte. Après avoir embauché des mathématiciens tels que Leonard E. Baum (en) et James Ax,  Renaissance crée le Fonds Medallion en 1988,.
Medallion, le fonds principal fermé aux investisseurs extérieurs, a réalisé plus de 100 milliards $ de bénéfices depuis sa création en 1988. Cela se traduit par un rendement annuel brut moyen de 66,1 % ou un rendement annuel net moyen de 39,1 % entre 1988 et 2018. Renaissance Technologies gère trois autres fonds - Renaissance Institutional Equities Fund (RIEF), Renaissance Institutional Diversified Alpha (RIDA) et Renaissance Institutional Diversified Global Equity Fund - qui, en avril 2019, totalisent environ 55 milliards $ d’actifs combinés et sont ouverts aux investisseurs extérieurs.
Renaissance emploie des spécialistes issus de milieux non financiers, notamment des mathématiciens, des physiciens, des experts en traitement de signaux et des statisticiens. Le dernier fonds de la société est le Renaissance Institutional Equities Fund (RIEF) qui a toujours été à la traîne du Fonds Medallion, plus connu de la société, un fonds distinct qui ne contient que l'argent personnel des dirigeants de la société.
« Il est surprenant de voir un mathématicien aussi talentueux réussir dans un autre domaine », déclare Edward Witten, professeur de physique à l'Institute for Advanced Study de Princeton et considéré par beaucoup de ses pairs comme le physicien théoricien vivant le plus accompli.
En 2006, Simons est nommé ingénieur financier de l'année par l'International Association for Quantitative Finance (en). En 2020, on estime qu'il a personnellement gagné 2,6 milliards $, 2,8 milliards $ en 2007, 1,7 milliard $ en 2006, 1,5 milliard $ en 2005 (la plus grosse rémunération chez les gestionnaires de fonds spéculatifs cette année-là), et 670 millions $ en 2004. Le 10 octobre 2009, Simons annonce qu'il prendrait sa retraite le 1er janvier 2010, mais qu'il resterait chez Renaissance en tant que président non exécutif.

## Fortune et vie privée
En 2014, Simons aurait gagné 1,2 milliard $, dont une part des frais de gestion et de performance de son entreprise, une rémunération en espèces et des attributions d'actions et d'options. Selon Forbes, sa fortune s'élève à 30 milliards $ en 2023, ce qui fait de lui la 25e personne la plus riche de la liste Forbes 400. En 2018, il était classé 23e par Forbes, et en octobre 2019, sa fortune était estimée à 21,6 milliards $. En mars 2019, il est classé comme l'un des gestionnaires et traders de fonds spéculatifs les mieux rémunérés par Forbes.
Simons évite les feux de la rampe et donne rarement des interviews, citant l'âne Benjamin dans La Ferme des animaux pour s'expliquer : « Dieu m'a donné une queue pour me protéger des mouches. Mais j'aurais préféré ne pas avoir de queue et ne pas avoir de mouches. C'est un peu comme ça que je ressens la publicité,. »
En 1996, son fils Paul, âgé de 34 ans, est tué par une voiture alors qu'il se déplace à vélo à Long Island. En 2003, son fils Nicholas, âgé de 24 ans, se noie lors d'un voyage à Bali en Indonésie. Son fils Nat Simons (en) est investisseur et philanthrope, et sa fille Liz Simons est éducatrice et philanthrope,.
Simons possédait un yacht appelé Archimedes,  construit par le constructeur néerlandais Royal Van Lent et livré à Simons en 2008,.
Il avait la particularité de ne pas porter de chaussettes,,.

## Opinions politiques et économiques
Simons est un contributeur majeur aux comités d'action politique (PAC) du Parti démocrate. Selon OpenSecrets, Simons est classé cinquième donateur aux candidats fédéraux lors du cycle électoral de 2016, derrière le co-PDG de Renaissance Technologies Robert Mercer, qui se classe premier et fait généralement des dons aux Républicains. Simons a fait don de 7 millions $ à Priorities USA Action (en) d'Hillary Clinton, 2,6 millions $ aux PAC de la majorité de la Chambre et du Sénat et 500 000 $ à Emily's List. Il a également fait don de 25 000 $ au super PAC du sénateur républicain Lindsey Graham. Depuis 2006, Simons a contribué à hauteur d'environ 30,6 millions $ aux campagnes fédérales. Depuis 1990, Renaissance Technologies a contribué à hauteur de 59 081 152 $ aux campagnes fédérales et, depuis 2001, a dépensé 3 730 000 $ en lobbying en 2016.
En août 2020, Simons fait don de 1,5 million $ au Senate Majority PAC, un super-PAC démocrate.

## Controverses

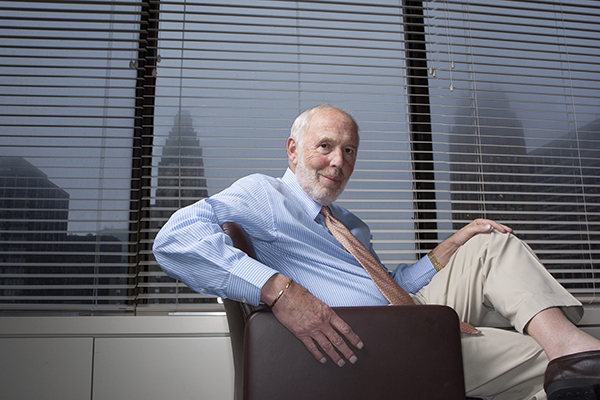
Jim Simons en 2007.

Selon le Wall Street Journal de mai 2009, Simons est interrogé par des investisseurs sur l'écart de performance considérable entre les portefeuilles de Renaissance Technologies. Le fonds Medallion, qui est exclusivement réservés aux employés actuels et passés et leurs familles, a bondi de 80 % en 2008 malgré des frais élevés ; le fonds Renaissance Institutional Equities (RIEF), détenu par des tiers, a perdu de l'argent en 2008 et 2009 ; le RIEF a chuté de 16 % en 2008.
Le 22 juillet 2014, Simons fait l'objet d'une condamnation bipartite de la part du sous-comité permanent d'enquête du Sénat américain pour avoir utilisé des options paniers (en) complexes pour dissimuler des transactions quotidiennes (généralement soumises à des taux d'imposition ordinaires plus élevés) en gains en capital à long terme. « Renaissance Technologies a pu éviter de payer plus de 6 milliards de dollars d'impôts en déguisant ses transactions boursières quotidiennes en investissements à long terme », déclare le sénateur John McCain, le Républicain le plus haut placé du comité, dans sa déclaration d'ouverture (en).
Un article publié dans le New York Times en 2015 affirme que Simons est impliqué dans l'une des plus grandes batailles fiscales de l'année, Renaissance Technologies étant « examinée par l'IRS au sujet d'une échappatoire fiscale qui a permis à son fonds d'économiser environ 6,8 milliards de dollars d'impôts sur une décennie environ ». En septembre 2021, il est annoncé que Simons et ses collègues paieraient des milliards de dollars d'arriérés d'impôts, d'intérêts et de pénalités pour résoudre le différend, l'un des plus importants de l'histoire de l'IRS,.

## Philanthropie
Au total, Simons a donné plus de 4 milliards $ à des causes philanthropiques. Lui et sa femme, Marilyn Hawrys Simons, cofondent la Fondation Simons en 1994, une organisation caritative qui soutient des projets liés à l'éducation et à la santé, en plus de la recherche scientifique. La Fondation Simons crée la Simons Foundation Autism Research Initiative (en) (SFARI) en 2003 en tant qu'initiative scientifique dans le cadre de la série de programmes de la Fondation Simons. La mission de la SFARI est d'améliorer la compréhension, le diagnostic et le traitement des troubles du spectre autistique.
En 2004, Simons fonde Math for America (en) avec un engagement initial de 25 millions $ de la Fondation Simons, un engagement qu'il double ensuite en 2006. La fondation continue de financer ses opérations, contribuant à hauteur de près de 22 millions $ en 2018.
Simons est l'un des plus grands contributeurs à son alma mater de premier cycle, le MIT. Le couple et leur fondation financent la rénovation du bâtiment abritant la faculté de mathématiques, qui est nommé en leur honneur en 2016, et dotent le Simons Center for the Social Brain. Simons est membre émérite à vie de la MIT Corporation.
Simons est un important bienfaiteur de son alma mater, l'université de Berkeley. Le 1er juillet 2012, la Fondation Simons promet 60 millions $ à Berkeley pour créer le Simons Institute for the Theory of Computing (en), le premier institut mondial de recherche collaborative en informatique théorique,. En 2020, la fondation accorde des subventions distinctes à Berkeley totalisant plus de 46 millions $ pour augmenter la dotation de l'institut et soutenir ses opérations. En octobre 2023, l'université annonce que la fondation de Simons a accordé à l'institut 25 millions $ supplémentaires en guise de promesse de contrepartie,,. Simons et sa femme accordent également des subventions importantes à des filiales de Berkeley, notamment au Simons Laufer Mathematical Sciences Institute et au Berkeley Lab,.
La Fondation Simons crée le Flatiron Institute (en) en 2016, pour héberger cinq groupes de scientifiques informatiques (chacun comptant au moins 60 chercheurs de niveau doctorat). L'institut se compose de quatre noyaux ou départements : CCB (Center for Computational Biology), CCA (Center for Computational Astrophysics), CCQ (Center for Computational Quantum mechanics), CCM (Center for Computational Mathematics) et CCN (Center for Computational Neuroscience).
En mémoire de son fils Paul, qu'il a eu avec sa première femme, Barbara Simons (en), il crée Avalon Nature Preserve, une réserve naturelle de 130 acres (0,53 km²) à Stony Brook, qui est étendue à 216 acres en 2024.
Un autre de ses fils, Nick Simons, se noie à l'âge de 24 ans lors d'un voyage à Bali en 2003. Il avait travaillé au Népal. Les Simons deviennent de grands donateurs aux soins de santé népalais par le biais de l'Institut Nick Simons.
En 2006, Simons et sa femme, Marilyn, font don de 25 millions $ à l'université de Stony Brook par l'intermédiaire de la Stony Brook Foundation, le plus gros don jamais fait à une école de l'université d'État de New York à l'époque. Le 27 février 2008, le gouverneur de l'époque, Eliot Spitzer, annonce un don de 60 millions $ de la Fondation Simons pour fonder le Simons Center for Geometry and Physics à Stony Brook, le plus gros don à une université publique de l'histoire de l'État de New York. En 2011, le couple bat de nouveau ce record avec un don de 150 millions $ à Stony Brook, consacré à la recherche en sciences médicales, à la construction d'un bâtiment des sciences de la vie, à la création d'un institut de neurosciences et d'un centre d'imagerie biologique, à l'étude du cancer et des maladies infectieuses, à 35 nouvelles chaires dotées et à 40 bourses pour les étudiants diplômés. Afin de garantir ce don, Stony Brook est autorisée à augmenter ses frais de scolarité annuels, contrairement à la politique traditionnelle de l'État de New York. En 2023, l'université annonce avoir reçu un don de 500 millions $ de la Fondation Simons, le deuxième don le plus important jamais accordé à une université publique,.

## Mort
Simons meurt paisiblement à New York le 10 mai 2024, à l'âge de 86 ans, entouré de sa famille. Il a été actif dans le travail de sa fondation jusqu'à la fin de sa vie.

## Postérité et récompenses
En 2008, il est intronisé au Temple de la renommée des gestionnaires de fonds spéculatifs d'Institutional Investors Alpha.
En 2006, le Financial Times le nomme « milliardaire le plus intelligent du monde ». Il est élu à la Société américaine de philosophie en 2007. En 2011, il est inclus dans le classement des 50 personnes les plus influentes du magazine Bloomberg Markets (en).
Un livre sur Simons et ses méthodes d'investissement, intitulé The Man Who Solved the Market: How Jim Simons Launched the Quant Revolution (« L'homme qui a résolu le marché : Comment Jim Simons a lancé la révolution quantitative ») de Gregory Zuckerman (en), est sorti le 5 novembre 2019. Il a reçu des doctorats honorifiques de l'université York et de l'université d'Édimbourg en 2016, et du Trinity College de Dublin en 2018.